# Math.NET Numerics
Math.NET Numerics — обчислювальна бібліотека з відкритим кодом для .NET та Mono, написана на C# та F#. Має функціональність, подібну до BLAS та LAPACK.

## Історія
Math.NET Numerics започатковано 2009 року об'єднанням коду та команд dnAnalytics із Math.NET Iridium. На неї вплинули ALGLIB, JAMA та Boost, зокрема з них узято численні фрагменти коду. Бібліотека є частиною ініціативи Math.NET зі створення та підтримки відкритих математичних інструментів для платформи .NET.[джерело?]
Math.NET використовується в кількох відкритих бібліотеках та дослідницьких проєктах, наприклад, MyMediaLite, FermiSim та LightField Retrieval, а також у дисертаціях та статтях.

## Особливості
Бібліотека надає такі можливості:
- Розподіл імовірностей: дискретний, неперервний та багатовимірний.
- Генерування псевдовипадкових чисел, включно з вихором Мерсенна MT19937.
- Типи та розв'язувачі лінійної алгебри дійсних та комплексних задач з підтримкою розріджених матриць та векторів.
- LU, QR, SVD, EVD та розклади Холецького.
- Класи матричного вводу-виводу, які зчитують та записують матриці з/до файлів MATLAB та файлів із роздільниками.
- Арифметика та тригонометрія комплексних чисел.
- Спеціальні процедури, серед них гамма- та бета-функції, Erf, модифіковані функції Бесселя та Струве.
- Інтерполяційні процедури, серд них барицентрична, Флоатера — Горманна.
- Процедури лінійної регресії / апроксимації кривої.
- Числова квадратура / інтегрування.
- Методи пошуку коренів, серед них Брента[en], Ньютона — Рафсона та Бройдена.
- Описова статистика, порядкова статистика, гістограми та коефіцієнт кореляції Пірсона.
- Вибірка методом Монте-Карло за допомогою ланцюгів Маркова.
- Основна фінансова статистика.
- Перетворення Фур'є та Гартлі[en] (ШПФ).
- Перевантаження математичних операторів для спрощення складних виразів.
- Працює під керуванням Microsoft Windows та платформ, що підтримують Mono.
- Можлива підтримка бібліотеки Intel Math Kernel Library[en] (Microsoft Windows та Linux)
- Додаткові розширення F# для більш ідіоматичного використання.